# Nazi Concentration Camps
Nazi Concentration Camps (znany też jako Dokument nr 2430-PS) – amerykański film dokumentalny w reżyserii George’a Stevensa dokumentujący wkroczenie brytyjskiej oraz amerykańskiej armii do niemieckich obozów koncentracyjnych w 1945. Film był dowodem oskarżenia w procesach norymberskich.

## Okoliczności powstania
Przedstawiona została w nim sytuacja humanitarna w nazistowskich obozach koncentracyjnych na terenie III Rzeszy po wyzwoleniu więźniów przez amerykańskie wojska pod dowództwem generałów Dwighta Eisenhowera, Omara Bradleya i George’a Pattona. Większość zdjęć wykonał George Stevens służący w randze porucznika w United States Army Signal Corps. Producentem był John Ford z polowego działu filmowego Office of Strategic Services (OSS).

## Opis
Na początku filmu pokazano dokumenty podpisane przez odpowiedzialnych za powstanie filmu: porucznika amerykańskiej armii George’a Stevensa, porucznika marynarki E. Ray Kellogga oraz amerykańskiego konsula Roberta H. Jacksona, który czyta ich treść zaświadczającą o autentyczności przedstawianych scen.
Następnie ukazano mapę Europy, na której przedstawiono lokalizację obozów koncentracyjnych na terenie okupowanych europejskich krajów: Austrii, Belgii, Bułgarii, Czechosłowacji, Danii, Francji, Niemiec, Wyspie Jersey, Litwy, Holandii, Polski oraz Jugosławii. Technicznie film był kompilacją różnych filmów dokumentalnych, jakie United States Army Signal Corps nakręcił w ramach dokumentacji wydarzeń w niemieckich obozach koncentracyjnych na terenie okupowanej przez aliantów III Rzeszy.
Kompilacja jest filmową relacją z następujących obozów, które wyróżniono angielskimi napisami utworzonymi od geograficznej lokalizacji, w których się znajdowały: Leipsig Concentration Camp, Penig Concentration Camp, Ohrdruf Concentration Camp, Hadamar Concentration Camp, Breendonck Concentration Camp, Harlan Concentration Camp, Arnstadt Concentration Camp, Nordhausen Concentration Camp, Hannover Concentration Camp, Arnstadt Concentration Camp, Mauthausen Concentration Camp, Buchenwald Concentration Camp, Dachau Concentration Camp, Bergen-Belsen Concentration Camp.
Film ukazywał więźniów, którzy przetrwali obóz, a także ciała tych, którzy nie doczekali wyzwolenia. Pokazane zostały w nim ofiary eksperymentów medycznych, ekshumacja masowych grobów, a także męski i żeński personel oraz zarząd nazistowskich obozów koncentracyjnych na terenie III Rzeszy: SS-Totenkopfverbände oraz SS-Aufseherin.
Przedstawiono wyposażenie obozów: komory gazowe, krematoria, obozowe baraki oraz narzędzia tortur. W filmie żołnierze alianccy, którzy wyzwolili poszczególne obozy, opowiadali także to, co w nich zastali.

## Projekcja
Nakręcony materiał posłużył jako dowód oskarżenia o sygnaturze nr 2430-PS w procesach norymberskich. Film z inicjatywy oskarżyciela Roberta Jacksona zaprezentowano w sali sądowej 29 listopada 1945, 8. dnia procesu w Norymberdze.
Projekcja dokumentu odbyła się przy pełnej sali widzów, pośród których oprócz oskarżonych oficjeli III Rzeszy znajdowali się także prawnicy, świadkowie, obserwatorzy oraz reporterzy międzynarodowych mediów. Poprzedzono ją zeznaniami przedstawicieli oskarżenia, którzy odczytali uwierzytelnienia oryginalności prezentowanych materiałów filmowych. Później jeden z prokuratorów w krótkim wprowadzeniu omówił rolę i charakter obozów koncentracyjnych w systemie represji III Rzeszy. Podczas projekcji wzmocniono straże zabezpieczające salę sądową.
Pokazano go także na późniejszym procesie Adolfa Eichmanna.

## Reakcje emocjonalne oskarżonych
Reakcje oskarżonych podczas emisji filmu notowało dwóch amerykańskich psychologów: Gustave Gilbert i George Kelly, siedzących po dwóch stronach ławy. Z notatek tych wynika, że część z oskarżonych dygnitarzy III Rzeszy starała się unikać oglądania filmu, odwracając wzrok, część zaś okazywała wyraźne poruszenie i emocje. Gilbert w swoich zapiskach zanotował między innymi:

von Neurath, ze spuszczoną głową, nie ogląda.. Funk zakrywa oczy, wygląda, jakby cierpiał, trzęsie głową... Ribbentrop zamyka oczy, patrzy w bok... Sauckel ściąga brwi... Frank nerwowo przełyka ślinę, mruga powiekami, próbując zatamować łzy... Fritzsche patrzy intensywnie ze ściągniętymi brwiami, wciśnięty w siedzenie, cierpiąc... Göring, wciąż oparty o balustradę, przez większą część nie patrzy, wygląda ociężale... Funk coś mamrocze pod nosem... Streicher wciąż patrzy, nieruchomy, z wyjątkiem powracającego tiku... Funk teraz we łzach, wyciera nos, oczy, spuszcza wzrok... [...] Na ekranie stosy trupów w obozie.. von Schirach patrzy intensywnie, dyszy, szepcze coś do Sauckela... Frank płacze... Göring, smutny, opiera się na ręku... Dönitz opuścił głowę, nie patrzy więcej... Sauckel się wzdryga na obraz krematorium w Buchenwaldzie... gdy pokazują lampę zrobioną z ludzkiej skóry, Streicher mówi: «Ja w to nie wierzę»... Göring kaszle... [...] Ribbentrop spogląda na ekran w chwili, gdy brytyjski oficer zaczyna zeznawać, że pochował już 17 000 ciał... Frank gryzie paznokcie... Frick z niedowierzaniem potrząsa głową, gdy kobieta-lekarz opisuje eksperymenty na kobietach-więźniarkach w Belsen... Gdy ukazuje się Kramer, Funk mówi łamiącym się głosem: «Brudne bydlę»...